# Vienna-Berlino
La Vienna-Berlino (ted. Wien-Berlin) era una corsa in linea maschile di ciclismo su strada di lunga distanza che partiva da Vienna e, attraversando Austria, Sassonia, Boemia e Brandeburgo, giungeva fino a Berlino.
Il primo vincitore fu Josef Fischer; nessuno si aggiudicò due edizioni e solo Fritz Bauer riuscì a salire per due volte sul podio della competizione seppur mai da vincitore.

## Storia

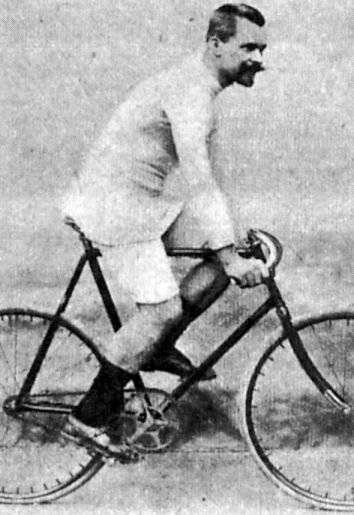
Josef Fischer primo vincitore della Wien-Berlin

La corsa venne disputata per la prima volta nel 1893 quando la Deutsche Radfahrerbund, Allgemeine Union e Sächsische Radfahrerbund decisero di organizzare un'imponente gara sulla distanza di 582 km da percorrere senza soluzione di continuità da Vienna, e più precisamente dalla vicina stazione di Floridsdorf, luogo in cui venne posta la partenza la mattina del 29 giugno, fino a Berlino.
Alla partenza erano presenti 117 atleti, che vennero fatti partire in gruppi di 15 a distanza di circa cinque minuti fra loro, ma solo 34 conclusero la prova, anche perché le avverse condizioni meteorologiche che vennero incontrate lungo parte del percorso ed il dissesto generale delle vie percorse indussero molti al ritiro.
Ad aggiudicarsi quella prima edizione fu Josef Fischer, futuro vincitore anche della prima edizione della Parigi-Roubaix nel 1896, che percorse i quasi seicento chilometri con in 31h22'4", con una media di circa 19 km/h, ad oltre cinquanta minuti di distanza giunse Georg Sorge mentre per scorgere il terzo, Ferenc Gerger, si dovettero attendere più di tre ore, seguirono C. Andersen, Max Reheis, Paul Mündner; l'ultimo ciclista concluse la prova dopo 50 ore dalla partenza.
Fisher venne onorato con una coppa del valore di 800 marchi ed una medaglia d'oro.
Da quella prima esperienza le corse ciclistiche ebbero una rapida esplosione in Germania, ma per una seconda edizione della Wien-Berlin si dovette attendere il 1908, quando ad imporsi fu Hans Hartmann e poi di nuovo il 1911; lo scoppio della prima guerra mondiale mise definitivamente fine a questa esperienza.

## Albo d'oro
| Anno | Vincitore     | Secondo         | Terzo              |
| ---- | ------------- | --------------- | ------------------ |
| 1893 | Josef Fischer | Georg Sorge     | Ferenc Gerger      |
| 1908 | Hans Ludwig   | Josef Oberstein | Hermann Winzner    |
| 1911 | Hans Hartmann | Josef Hübner    | Paul Suter         |
| 1912 | Franz Suter   | Fritz Bauer     | Gustav Schulze     |
| 1913 | Paul Thiel    | Paul Rathmann   | Andreas Rietberger |
| 1914 | Erich Aberger | Fritz Bauer     | Adolf Huschke      |